# LFC Berlin
Der Lichterfelder FC Berlin 1892 e. V., kurz LFC Berlin, war ein Fußballverein aus Berlin-Lichterfelde. Der Verein hatte zuletzt circa 1.200 Mitglieder und stellte mit fast 800 spielenden Kindern und Jugendlichen in jährlich über 40 Mannschaften die größte Fußball-Jugendabteilung Deutschlands. Die Leistungsmannschaften des LFC Berlin waren in den Spielklassen des DFB-Regionalverbandes NOFV, der Oberliga Nordost und der Frauen-Regionalliga, vertreten. Der Verein wurde am 30. Juni 2013 durch die Verschmelzung mit dem BFC Viktoria 1889 zum FC Viktoria 1889 Berlin aufgelöst.

## Geschichte

### 1892 bis 1988 – Die Vorgängervereine des LFC Berlin

#### Gründungsjahre
Der Ursprung des LFC Berlin ging auf den FV Brandenburg 1892 zurück, welcher am 20. März 1892 gegründet wurde. Am 18. Juni 1912 folgte die Gründung des FC Lichterfelde 12, dessen Wappen mit den 3 Lichtern auf dem Felde, das Wappen des späteren Vereins maßgeblich prägte. Mit der Lichterfelder Sport-Union 1951 e. V., kurz LSU, wurde am 15. Februar 1951 schließlich der dritte und erfolgreichste Vorverein des LFC gegründet.

#### 1951 bis 1965 – Der rasante Aufstieg von LSU
| Saison        | Liga                | Klasse |
| ------------- | ------------------- | ------ |
| 1951/52       | VBB 3. Klasse       | VI.    |
| 1952 bis 1959 | VBB 2. Klasse       | V.     |
| 1959 bis 1962 | VBB 1. Klasse       | IV.    |
| 1962 bis 1965 | Amateurliga Berlin  | III.   |
| 1965 bis 1967 | Regionalliga Berlin | II.    |
| 1967/68       | Amateurliga Berlin  | III.   |
| 1968 bis 1971 | A-Klasse Berlin     | IV.    |

LSU-Logo

Als LSU 1951 gegründet wurde, war Lichterfelde 12 der erfolgreichste Club aus Lichterfelde und spielte viele Jahre in der Amateurliga Berlin, der zweithöchsten Spielklasse West-Berlins.
Gleich im ersten Jahr konnte LSU aus der untersten von damals 5 Berliner Spielklassen aufsteigen und Bezirkskonkurrent Brandenburg 92 hinter sich lassen. In der Folgesaison wäre LSU beinahe der Durchmarsch in die nächsthöhere Liga geglückt, aber man musste sich in den Relegationsspielen geschlagen geben und schaffte dann erst 1959 den Aufstieg.
Durch den Abstieg von Lichterfelde 12 aus der Amateurliga und dem Aufstieg von Brandenburg 92 in den Folgejahren, traten in der Saison 1961/62 erstmals alle drei Vereine in einer Liga gegeneinander an. Es sollte auch die einzige Saison bleiben, denn LSU schaffte in dem Jahr den Aufstieg in die Amateurliga Berlin.
LSU spielte in den folgenden drei Jahren erfolgreich in der oberen Tabellenhälfte mit und schaffte in der Saison 1964/65 begünstigt durch eine Umstrukturierung im deutschen Ligasystem mit einem 6. Platz den Sprung in die neue Regionalliga Berlin und damit in den bezahlten Fußball.

#### 1965 bis 1971 – Ernüchterung bei LSU und die Fusion zu BraLi

BraLi-Logo

Nach sehr gutem Start mit 2 Siegen in der damals zweithöchsten deutschen Spielklasse und der zwischenzeitlichen Tabellenführung wurde im Laufe der ersten Saison schnell klar, dass es für LSU nur um den Klassenerhalt in der Regionalliga ging. Mit einem 13. Platz konnte man in der Saison 1965/66 noch den Klassenerhalt feiern, aber bereits im Folgejahr ging es für die Lichterfelder wieder runter in die Amateurliga, welche man 1967/68 ebenfalls nicht halten konnte und damit in die A-Klasse durchgereicht wurde.
Aber auch bei den anderen beiden Vereinen lief in den letzten Jahren nicht viel zusammen. So kam es schließlich am 4. Juni 1971 zur ersten Fusion zweier Lichterfelder Vereine. Der FV Brandenburg 1892 und der FC Lichterfelde 12 schlossen sich zur Fußball-Vereinigung Brandenburg-Lichterfelde, kurz BraLi, zusammen, um die Spielstärke anzuheben und um bessere organisatorische Strukturen zu bilden.

#### 1971 bis 1978 – LSU und BraLi im Gleichschritt
| Saison | Liga               | Klasse | Platz (von)             |
| --- | ------------------ | ------ | ----------------------- |
| 1971/72 | A-Klasse Berlin    | IV.    | LSU 14 (16)             |
| 1972/73 | A-Klasse Berlin    | IV.    | BraLi 4, LSU 11 (16)    |
| 1973/74 | A-Klasse Berlin    | IV.    | BraLi 4 ▲, LSU 5 (16)   |
| 1974/75 | A-Klasse Berlin    | V.     | LSU 06 (16)             |
| 1975/76 | A-Klasse Berlin    | V.     | LSU 01 (16)             |
| 1976/77 | Amateurliga Berlin | IV.    | LSU 3, BraLi 7 (16)     |
| 1977/78 | Amateurliga Berlin | IV.    | LSU 2, BraLi 3 ▲ (16)   |
| 1978/79 | Oberliga Berlin    | III.   | LSU 5, BraLi 13 (16)    |
| 1979/80 | Oberliga Berlin    | III.   | LSU 2, BraLi 16 ▼ (16)  |
| 1980/81 | Oberliga Berlin    | III.   | LSU 08 (16)             |
| 1981/82 | Oberliga Berlin    | III.   | LSU 06 (16)             |
| 1982/83 | Oberliga Berlin    | III.   | LSU 04 (16)             |
| 1983/84 | Oberliga Berlin    | III.   | LSU 06 (16)             |
| 1984/85 | Oberliga Berlin    | III.   | LSU 10 (16)             |
| 1985/86 | Oberliga Berlin    | III.   | LSU 06 (16)             |
| 1986/87 | Oberliga Berlin    | III.   | LSU 12, BraLi 15 ▼ (16) |
| 1987/88 | Oberliga Berlin    | III.   | LSU 16 (16)             |
| Anmerkung: Grün unterlegte Spielzeiten kennzeichnen einen Aufstieg, rot unterlegte Spielzeiten einen Abstieg von LSU. Pfeile kennzeichnen einen Auf- oder Abstieg von BraLi. |                    |        |                         |

Beide Vereine, BraLi und LSU, standen nun vor einem Neuanfang, wobei LSU als höher eingestuft wurde. Doch spielte man in den nächsten zwei Jahren bei LSU gegen den Abstieg, konnte diesen aber vermeiden. BraLi hingegen schaffte im zweiten Jahr nach der Fusion einen respektablen 4. Platz in der A-Klasse, welchen man in der Folgesaison 1973/74 wiederholen konnte. Aufgrund der Einführung der 2. Fußball-Bundesliga reichte diese Platzierung zum Aufstieg in die Amateurliga Berlin. Zwei Jahre später sollte dann auch LSU folgen.
1975 sollte aber noch eine weitere Erfolgsgeschichte ihren Anfang haben. BraLi erkannte die Zeichen der Zeit und meldete erstmals eine Damen- und Mädchenmannschaft zum Spielbetrieb an.
BraLi und die 1976 aufgestiegene Mannschaft von LSU spielten in den beiden folgenden Jahren erfolgreich in der Amateurliga mit und schafften in der Saison 1977/78 gemeinsam den Aufstieg in die Amateur-Oberliga Berlin. Als Vorjahreshalbfinalist im Berliner Landespokal nahm LSU außerdem als erster Lichterfelder Verein am DFB-Pokal 1977/78 teil, musste aber in der 1. Hauptrunde nach einem Unentschieden im ersten Spiel, im Wiederholungsspiel gegen Alemannia Plaidt als Verlierer vom Platz gehen.

#### 1978 bis 1988 – 10 Jahre Amateur-Oberliga und die Fusion zum VfB Lichterfelde
Mit dem Aufstieg war man nun in der Amateur-Oberliga Berlin, der höchsten Berliner und dritthöchsten deutschen Spielklasse angekommen und traf auf den großen Rivalen aus dem Berliner Hauptbezirk Steglitz, den BFC Preussen, der in den folgenden Jahren die Amateur-Oberliga und den Berliner Landespokal dominieren sollte.
Die erste Saison sollte für beide Teams in dieser Liga wegweisend sein. LSU konnte sich von Beginn an behaupten und schaffte in der ersten Spielzeit einen guten 5. Platz und spielte im zweiten Jahr sogar um die Meisterschaft mit, aber verspielte diese mit einer Niederlage am letzten Spieltag und damit die Möglichkeit an der Relegationsrunde zur 2. Bundesliga teilzunehmen und wurde hinter den Preussen nur Vizemeister. BraLi hingegen wurde sofort in den Abstiegskampf gezogen und musste schließlich nach zweijähriger Zugehörigkeit den Gang nach unten antreten.
Nach dem Abstieg von BraLi in die nun als Landesliga bezeichnete Amateurliga hatte LSU mit dem BFC Preussen, die 1981 noch einmal das Berliner Double aus Meisterschaft und Pokalsieg wiederholen konnten, nur noch einen Bezirksnachbarn als Konkurrenten. Beide Teams spielten aber in den folgenden Jahren nur noch im Mittelmaß der Liga mit, mit Ausnahme der Saison 1984 als LSU sich bis ins Berliner Pokalfinale vorspielen konnte, aber gegen den späteren Bundesligisten Blau-Weiß 90 Berlin verlor.
Erst im Jahre 1986 gelang es der Mannschaft von BraLi wieder in die Amateur-Oberliga aufzusteigen und an der Berliner Meisterschaft 1986/87 teilzunehmen, aber es sollte nur ein einjähriges Intermezzo werden. Auch LSU wurde aufgrund fehlenden Budgets nach vielen Jahren erstmals in den Abstiegskampf gezogen, so dass man bei BraLi und LSU im Laufe der Saison zu ersten Gesprächen zwecks einer Fusion kam.
Durch den erneuten Abstieg von BraLi wurden die Gespräche forciert, denn durch die Oberligazugehörigkeit von LSU würde der neue Lichterfelder Großverein zukünftig in der Oberliga Berlin spielen können. Aber die Saison 1987/88 sollte nicht wie erhofft verlaufen. LSU musste nach 10 Jahren Zugehörigkeit in der Amateur-Oberliga und nach 1968 zum zweiten Mal in die Viertklassigkeit absteigen. Nun lag alle Hoffnung auf BraLi, die in der Landesliga lange Zeit um den Aufstieg mitspielten, aber letztendlich nur Dritter wurden und damit den Aufstieg in die Oberliga knapp verpassten. Somit musste der am 2. Juni 1988 gegründete VfB Lichterfelde 1892 e. V. in der Landesliga an den Start gehen.

### 1988 bis 2013 – Der VfB Lichterfelde und der LFC Berlin

#### 1988 bis 1998 – Der Fall der Mauer und seine Folgen
| Saison                       | Liga                     | Klasse | Platz (von) |
| ---------------------------- | ------------------------ | ------ | ----------- |
| 1988/89                      | Landesliga Berlin        | IV.    | 01 (16)     |
| 1989/90                      | Oberliga Berlin          | III.   | 05 (17)     |
| 1990/91                      | Oberliga Berlin          | III.   | 13 (16)     |
| 1991/92                      | Oberliga Nordost (Mitte) | III.   | 09 (22)     |
| 1992/93                      | Oberliga Nordost (Mitte) | III.   | 12 (17)     |
| 1993/94                      | Oberliga Nordost (Mitte) | III.   | 08 (16)     |
| 1994/95                      | Oberliga Nordost (Nord)  | IV.    | 02 (16)     |
| 1995/96                      | Oberliga Nordost (Nord)  | IV.    | 02 (17)     |
| 1996/97                      | Oberliga Nordost (Nord)  | IV.    | 05 (15)     |
| 1997/98                      | Oberliga Nordost (Nord)  | IV.    | 08 (15)     |
| 1998/99                      | Oberliga Nordost (Nord)  | IV.    | 11 (16)     |
| 1999/00                      | Oberliga Nordost (Nord)  | IV.    | 07 (16)     |
| 2000/01                      | Oberliga Nordost (Nord)  | IV.    | 08 (18)     |
| 2001/02                      | Oberliga Nordost (Nord)  | IV.    | 10 (17)     |
| 2002/03                      | Oberliga Nordost (Nord)  | IV.    | 06 (19)     |
| 2003/04                      | Oberliga Nordost (Nord)  | IV.    | 16 (19)     |
| grün: Aufstieg, rot: Abstieg |                          |        |             |

VfB-Logo

Gleich im ersten Jahr nach der Fusion gelang es dem neuen Verein das gesteckte Ziel zu erreichen und ins Berliner Oberhaus aufzusteigen. Gleiches gelang der Damenmannschaft, die fortan in der Verbandsliga Berlin spielten.
Die Saison 1989/90 endete für die Mannschaften positiv, denn sowohl die Herren als auch die Damen konnten mit guten Platzierungen in ihren Ligen überzeugen. Aber diese Saison war von einem wichtigeren Ereignis positiv überschattet, dem Fall der Berliner Mauer. Als dann im Jahr darauf die Wiedervereinigung folgte, war klar, dass es Veränderungen im deutschen Fußball und für den VfB Lichterfelde geben würde.
1991/92 fand die erste Saison unter dem neuen Regionalverband NOFV statt. Für viele Vereine aus Berlin kam es zu einem Novum und man musste erstmals zu einigen Auswärtsspielen die Grenzen Berlins verlassen. So führten die Reisen des VfB bei den Herren unter anderem zum 1. FC Magdeburg und Energie Cottbus und bei den Damen beispielsweise zu Hansa Rostock und Turbine Potsdam.
In den folgenden zwei Jahren konnte der Verein bei den Herren die NOFV-Oberliga Mitte halten, aber leider musste die Damenmannschaft nach der Saison 1992/93 in der neu gegründeten Frauen-Regionalliga Nordost aus finanziellen Gründen zurückgezogen werden und fortan wieder in der Verbandsliga Berlin starten.
Mit der Wiedereinführung der Regionalliga bei den Herren, diesmal als dritte Liga, musste der VfB Lichterfelde erstmals seit der Fusion wieder in der Viertklassigkeit antreten. Man spielte aber weiterhin auf überregionaler Ebene in der NOFV-Oberliga Nord und das in den ersten zwei Jahren ziemlich erfolgreich, aber auch mit viel Pech. 1994/95 und 1995/96 konnte man jeweils Vizemeister werden und verpasste damit denkbar knapp den Aufstieg in die Regionalliga, versank aber in den darauffolgenden Jahren förmlich im Mittelmaß der Liga.
Trotzdem schaffte man in der Saison 1997/98 den Sprung ins Berliner Pokalfinale und traf dort auf den Aufsteiger in die 2. Bundesliga, Tennis Borussia. Trotz der Endspielniederlage freute man sich beim VfB Lichterfelde sehr, denn aufgrund des Aufstiegs von TeBe hatte man sich zum ersten Mal nach LSU im Jahre 1977 für den DFB-Pokal qualifiziert. Der VfB hatte auch noch das Glück mit dem FC Schalke 04 einen Topverein aus der Bundesliga zugelost zu bekommen und musste deshalb das Spiel im Friedrich-Ludwig-Jahn-Sportpark austragen. 4.500 Zuschauer erschienen zu dieser Partie und bekamen eine erwartungsgemäße 0:6-Niederlage mit trotzdem nicht aufsteckenden Lichterfeldern zu sehen.

#### 1998 bis 2004 – Im Wandel der Zeit
Im selben Jahr begann man beim VfB über die Umstrukturierung des Vereins nachzudenken. Zum ersten Mal in der Geschichte stand die Wahl eines Präsidenten an. Rainer Rotter lehnte vorerst ab, übernahm aber zwei Jahre später das Amt des Präsidenten. Mit seinem Amtsantritt sollten einige Veränderungen im und um den Verein herum erfolgen.
Als erstes wurde der Bau des Rotter Sport-Casinos geplant, das am 8. Juni 2001 fertiggestellt wurde und seither als Sportgaststätte mit Veranstaltungen und einer VIP-Lounge bei Heimspielen dient. Im Anschluss war eine Fusion mit einem anderen Südberliner Verein geplant, diese scheiterte aber, weil die Vorstände beider Vereine sich nicht einigen konnten.
Nun musste und wollte der VfB neue Wege gehen, um die Vorstandsarbeit zu optimieren und den Verein überregional populär zu machen. Dazu wurde als erster Schritt die Organisation des Vereins umstrukturiert, indem man die ersten hauptamtlichen Mitarbeiter in der Geschäftsstelle installierte und über eine Namensänderung nachdachte.
Erst ab der Saison 2002/03 gab es wieder nennenswerte sportliche Ereignisse. Die Frauenmannschaft konnte die Rückkehr in die Verbandsliga Berlin feiern, nachdem man einige Jahre sogar niederklassiger antreten musste. Aber nicht nur Positives gab es zu berichten, denn im folgenden Jahr musste sich das Herrenteam nach zehnjähriger Zugehörigkeit in der viertklassigen NOFV-Oberliga Nord verabschieden und den Gang nach unten nehmen und in der Verbandsliga Berlin antreten.
Nun stand der Verein vor einem sportlichen Neuanfang und das symbolisierte auch die Umbenennung des Vereins in Lichterfelder FC Berlin 1892 e. V. am 7. Juni 2004.

#### 2004 bis 2013 – Abstiegskampf in der Fünftklassigkeit und Fusion
| 2004/05                      | Verbandsliga Berlin     | V.  | 05 (18) |
| 2005/06                      | Verbandsliga Berlin     | V.  | 01 (18) |
| 2006/07                      | Oberliga Nordost (Nord) | IV. | 06 (16) |
| 2007/08                      | Oberliga Nordost (Nord) | IV. | 08 (16) |
| 2008/09                      | Oberliga Nordost (Nord) | V.  | 09 (16) |
| 2009/10                      | Oberliga Nordost (Nord) | V.  | 12 (16) |
| 2010/11                      | Oberliga Nordost (Nord) | V.  | 12 (16) |
| 2011/12                      | Oberliga Nordost (Nord) | V.  | 15 (16) |
| 2012/13                      | Oberliga Nordost (Nord) | V.  | 14 (16) |
| grün: Aufstieg, rot: Abstieg |                         |     |         |

Schon gleich in der ersten Saison nach der Umbenennung konnte der Verein die ersten Erfolge feiern. Mit der Berliner Meisterschaft 2005 gelang den Frauen die Rückkehr in die drittklassige Frauen-Regionalliga, nachdem man 1993 die Mannschaft aus dieser Liga zurückgezogen hatte. Aber auch die Herren wollten dem nicht nachstehen. Genau ein Jahr nach der Meisterschaft der Damen durften auch die Herren sich Berliner Meister nennen und stiegen somit 2006 nach zweijähriger Abwesenheit wieder in die NOFV-Oberliga Nord auf.
Durch die Erfolge begünstigt wurde auch die Umstrukturierung des Vereins weiter vorangetrieben und der Bau einer neuen Geschäftsstelle geplant, die professionelles Arbeiten für die haupt- und ehrenamtlichen Mitarbeiter ermöglichen soll. Am 31. August 2007 erfolgte dann auch die offizielle Einweihung der neuen Geschäftsstelle des LFC Berlin, das Rotter Sport-Center, in dem auch der Mehrspartenverein TuS Lichterfelde Räumlichkeiten für die Geschäftsführung zur Verfügung gestellt bekommen hat.
Aufgrund der Ligareform des DFB und der Einführung der 3. Liga spielt der LFC Berlin seit der Saison 2008/09 in der jetzt nur noch fünftklassigen NOFV-Oberliga Nord.
Die Regionalligamannschaft der Frauen konnte in der Saison 2009/10 den Berliner Landespokal gewinnen und sich somit für den DFB-Pokal in der folgenden Saison qualifizieren. Nach einem überraschenden 2:1-Erfolg gegen den Zweitligisten 1. FFC Recklinghausen bekam der LFC Berlin ein Traumlos. In der 2. Runde des DFB-Pokals war der Champions-League-Sieger Turbine Potsdam zu Gast. Man verlor die Partie erwartungsgemäß mit 0:8, trotzdem war dies bisher der größte Erfolg in der Geschichte des Frauenfußballs nach dem Aufstieg in die Regionalliga.
In der Saison 2011/12 nahm der LFC Berlin zum 20. Mal an der NOFV-Oberliga teil und war seit Bestehen mit Ausnahme von 2 Jahren fester Bestandteil dieser Liga. Die Spielzeit gestaltete sich als Katastrophe. Der Verein wurde trotz 22 geschossener Tore mit nur fünf Punkten Vorletzter der Tabelle. Lediglich aufgrund des freiwilligen Rückzugs des Tabellensechsten SV Germania 90 Schöneiche in die Brandenburg-Liga mussten die Lichterfelder nicht absteigen.
Im März 2013, in einer Spielzeit, in welcher der Verein als 14. von 16 Teilnehmern abgestiegen wäre, wurde bekannt gegeben, dass zur Spielzeit 2013/14 eine Fusion mit dem BFC Viktoria 1889 geplant ist. Der neue Verein würde unter dem Namen FC Viktoria 1889 Berlin antreten, die bisherigen Spielstätten beider Vereine beibehalten und sich auch weiter auf deren Erfolge beziehen. Ziel der Fusion ist die Schaffung eines Großverein, der hinter Hertha BSC und dem 1. FC Union Berlin zur Nummer drei im Berliner Fußball avancieren soll. Im Mai stimmten die Mitglieder beider Vereine jeweils der Fusion zu, die zum 1. Juli 2013 vollzogen wurde. Da der BFC Viktoria in der abgelaufenen Saison im Gegensatz zum Abstieg des Fusionspartners als einer der Staffelmeister der Oberliga Nordost in die Regionalliga Nordost aufgestiegen war, tritt der neue Verein in der Spielzeit 2013/14 in der viertklassigen Regionalliga an.

## Herren

### Sportliche Erfolge
- DFB-Pokal
  - 1. Hauptrunde: 1977/78, 1998/99
- Regionalliga Berlin
  - 13. Platz: 1965/66
- Oberliga Nordost (Staffel Nord)
  - Vize-Meister: 1995, 1996
- Berliner Fußballmeisterschaft
  - Meister: 2006
  - Vize-Meister: 1980
- Berliner Fußballpokal
  - Finalist: 1984, 1998

### Ehemalige Spieler
- Lars Christopher Vilsvik (2006–2010), wurde Norwegischer Pokalsieger 2010 mit Strømsgodset IF, Aktueller Nationalspieler Norwegens
- Michél Mazingu-Dinzey (1992–1994), spielte 33× für die kongolesische Nationalmannschaft und bestritt 167 Spiele in der 1. & 2. Bundesliga
- Wolfgang Matthies (1990–1992), Torwartlegende des 1. FC Union Berlin beendete seine Spielerkarriere beim LFC Berlin

## Frauen

### Platzierungen der letzten Jahre
Grün unterlegte Spielzeiten kennzeichnen einen Aufstieg.
| Saison  | Liga (Klasse)            | Platz | S  | U | N  | Tore  | Differenz | Punkte | Berliner Landespokal |
| ------- | ------------------------ | ----- | -- | - | -- | ----- | --------- | ------ | -------------------- |
| 2004/05 | Verbandsliga Berlin (4)  | 1.    | 21 | 1 | 4  | 71:12 | 59        | 64     |                      |
| 2005/06 | Regionalliga Nordost (3) | 6.    | 8  | 4 | 10 | 31:33 | −2        | 28     |                      |
| 2006/07 | Regionalliga Nordost     | 7.    | 7  | 4 | 11 | 38:38 | 0         | 25     | Finale               |
| 2007/08 | Regionalliga Nordost     | 7.    | 7  | 6 | 9  | 20:23 | −3        | 27     |                      |
| 2008/09 | Regionalliga Nordost     | 4.    | 13 | 3 | 6  | 49:21 | 28        | 42     | Achtelfinale         |
| 2009/10 | Regionalliga Nordost     | 3.    | 14 | 4 | 4  | 58:24 | 34        | 46     | Pokalsieger          |
| 2010/11 | Regionalliga Nordost     | 4.    | 13 | 1 | 6  | 40:19 | 21        | 40     | Halbfinale           |
| 2011/12 | Regionalliga Nordost     | 3.    | 15 | 3 | 4  | 70:24 | 46        | 48     | 2. Runde             |
| 2012/13 | Regionalliga Nordost     | 1.    | 17 | 2 | 3  | 49:15 | 34        | 53     | ?                    |

### Größte Erfolge
- Berliner Meister: 2005
- DFB-Pokal der Frauen: 2. Hauptrunde 2010/11 (2:1 gegen 1. FFC Recklinghausen, 0:8 gegen Turbine Potsdam)
- Berliner Pokalsieger: 2010
- Berliner Pokalfinalist: 1989, 2007

## Jugend

### Auszeichnungen
- Sepp-Herberger-Preis: 1990, 2003
- Grünes Band der Dresdner Bank: 2004
- Bronzener Stern des Sports: 2006, 2008
- Aktion „Teamplayer“ des LSB Berlin: 2008

### Ehemalige Jugendspieler
- Patrick Breitkreuz, aktueller Spieler von Energie Cottbus
- Steve Breitkreuz, aktueller Spieler bei FC Erzgebirge Aue
- Felicio Brown Forbes, aktueller Spieler bei Arsenal Tula
- Shervin Radjabali-Fardi, zurzeit vereinslos

## Stadion
Der Lichterfelder FC trug seine Heimspiele im Stadion Lichterfelde in Berlin-Lichterfelde aus. Das Stadion verfügt über 4.300 Plätze, davon 800 überdachte und 1.000 unüberdachte Sitzplätze.
Mit dem Bau des am 16. Juni 1929 eingeweihten Stadions wurde 1926 begonnen. Die Kosten beliefen sich damals auf 1,3 Millionen Reichsmark. Prunkstück der Anlage ist die Haupttribüne mit einer freitragenden Eisenkonstruktion und dem im Halbkreis geschwungenen Dach. Von 1933 bis 1945 war die Anlage unter dem Namen Adolf-Hitler-Stadion bekannt und wurde während der Olympischen Spiele 1936 als Trainingsstätte genutzt. Während des Zweiten Weltkriegs wurde das Stadion stark beschädigt. Nach dem Kriegsende wurde die Spielfläche als Kartoffelacker genutzt. Erst im April 1952 waren alle Schäden beseitigt.
Anfang der 1980er Jahre wurde die gesamte Anlage für fünf Millionen DM saniert und eine Flutlichtanlage eingebaut. In den 1990ern folgte eine moderne Kunststoffbahn.
Während der Fußball-Weltmeisterschaft 2006 in Deutschland war das Stadion als Trainingsstätte für Brasilien und Kroatien vorgesehen. Es wurde der offizielle WM Rasen verlegt. Wegen des erwarteten großen Fanandrangs verzichtete die brasilianische Nationalmannschaft auf die Trainingseinheiten im Stadion Lichterfelde und trainierte stattdessen auf dem Gelände von Hertha BSC. Die schwedische Nationalmannschaft trainierte hingegen am 29. Juni 2006 im Rahmen der WM im Lichterfelder Stadion.
Am 23. März 2007 war das Stadion bei einem Benefizfreundschaftsspiel gegen Hertha BSC zum ersten Mal nach dem Zweiten Weltkrieg ausverkauft.